# Hortipes machaeropolion
Hortipes machaeropolion är en spindelart som beskrevs av Jan Bosselaers och Rudy Jocqué 2000. Hortipes machaeropolion ingår i släktet Hortipes och familjen flinkspindlar.
Artens utbredningsområde är Nigeria. Inga underarter finns listade i Catalogue of Life.